# Kurali
Kurali è una città dell'India di 23.039 abitanti, situata nel distretto di Sahibzada Ajit Singh Nagar, nello stato federato del Punjab. In base al numero di abitanti la città rientra nella classe III (da 20.000 a 49.999 persone).

## Geografia fisica
La città è situata a 30° 49' 59 N e 76° 34' 24 E e ha un'altitudine di 280 m s.l.m..

## Società

### Evoluzione demografica
Al censimento del 2001 la popolazione di Kurali assommava a 23.039 persone, delle quali 12.304 maschi e 10.735 femmine. I bambini di età inferiore o uguale ai sei anni assommavano a 2.748, dei quali 1.524 maschi e 1.224 femmine. Infine, coloro che erano in grado di saper almeno leggere e scrivere erano 16.774, dei quali 9.371 maschi e 7.403 femmine.